# Hit the Lights (Selena Gomez & the Scene)
Hit the Lights è un singolo del gruppo musicale statunitense Selena Gomez & the Scene, il terzo estratto dal terzo album in studio When the Sun Goes Down; venne pubblicato il 17 novembre 2011 in Belgio e successivamente negli altri Paesi.
Il 16 novembre 2011 è stato trasmesso in anteprima il videoclip su YouTube, VEVO e MTV. Attualmente esistono due versioni del videoclip del singolo simili tra loro.

## Tracce
1. Hit the Lights – 3:14

## Classifiche
| Classifica (2011) | Posizione massima |
| ----------------- | ----------------- |
| Belgio (Fiandre)  | 61                |
| Canada            | 55                |
| Slovacchia        | 33                |